# Glockenturm (Wessobrunn)

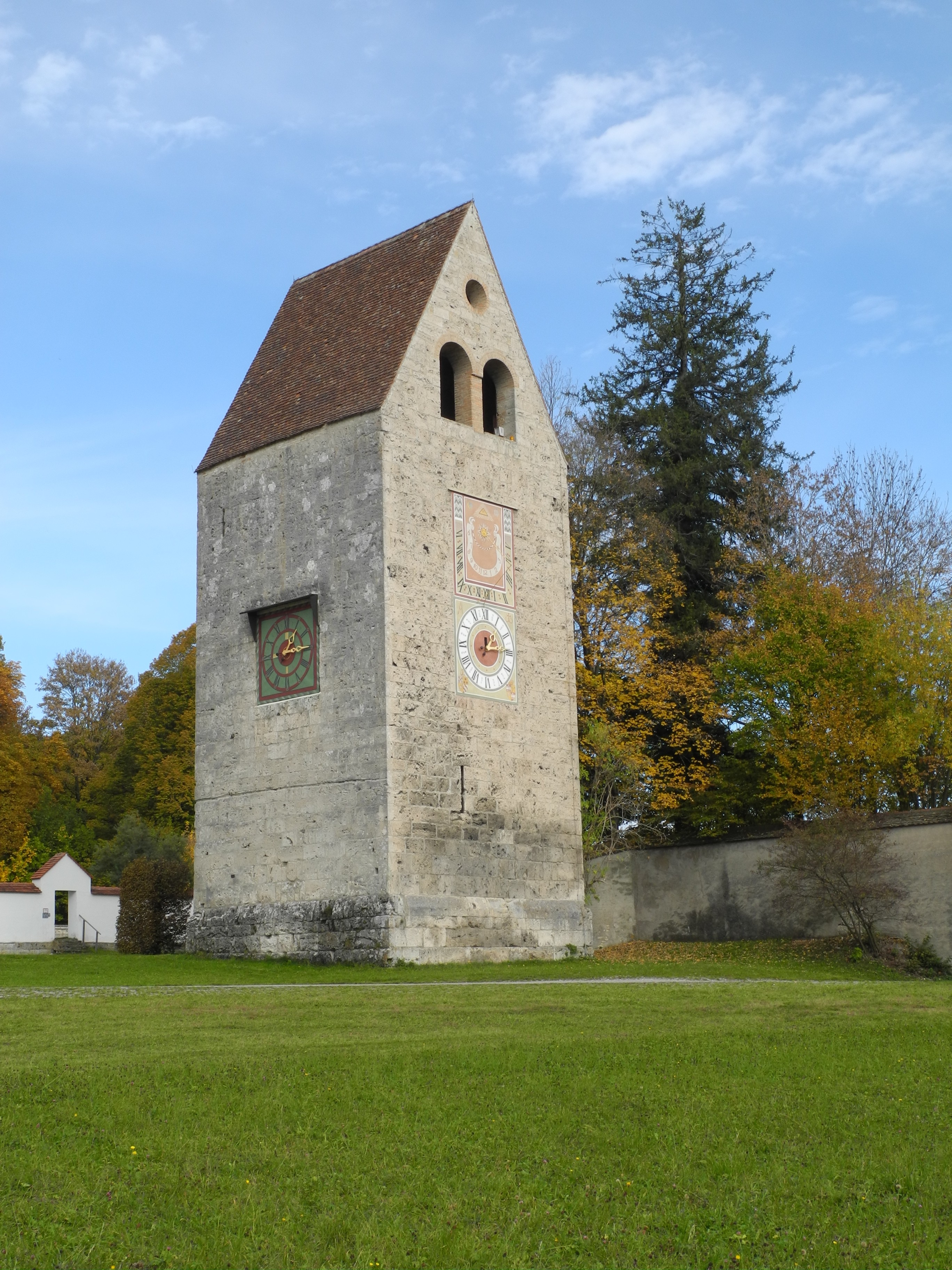
Glockenturm in Wessobrunn

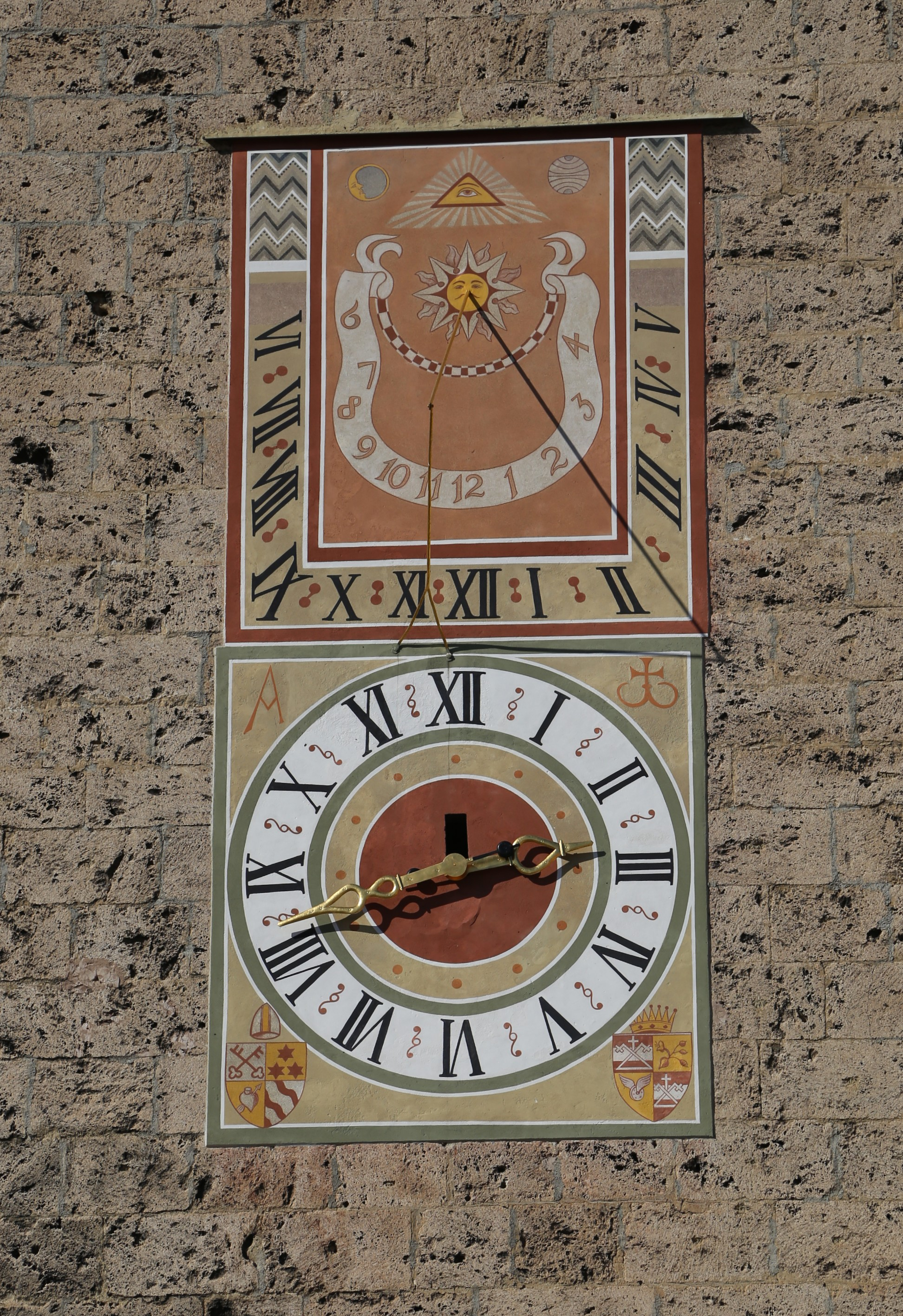
Sonnenuhr und neuzeitliche Turmuhr

Der Glockenturm (auch als Grauer Herzog oder Römerturm bezeichnet)  des ehemaligen Klosters in Wessobrunn, einer Gemeinde im oberbayerischen Landkreis Weilheim-Schongau, wurde Mitte des 13. Jahrhunderts errichtet. Der Glockenturm am Klosterhof 8 ist ein geschütztes Baudenkmal.
Der massive Turm aus Tuffsteinquadern diente auch als Wehrturm und Rückzugsort bei Gefahren. Er war ursprünglich nur über eine Leiter zugänglich. Das Erdgeschoss diente zeitweise als Gefängnis. 
Im Zuge der Säkularisation wurde das Kloster 1803 aufgehoben. Ab 1810 wurde die Klosterkirche wegen Baufälligkeit abgerissen. Nur der Turm blieb erhalten, da die daneben stehende Pfarrkirche St. Johannes Baptist keine Glocken hatte.